# Carbarsone
Il carbarsone, conosciuto anche come amebarsone o fenarsone o acido p-carbaminofenilarsinico, è un composto chimico di formula C7H9AsN2O4 che in condizioni normali si presenta come una polvere bianca cristallina.

## Caratteristiche strutturali e fisiche
| N. di atomi pesanti                  | 14           |
| N. di donatori di legami a idrogeno  | 4            |
| N. di accettori di legami a idrogeno | 4            |
| N. di legami ruotabili               | 2            |
| Massa monoisotopica                  | 259,977826 u |
| Superficie polare                    | 113 Å²       |
| Rifrattività                         | 45,59 m3/mol |
| Polarizzabilità                      | 19,99 Å3     |
| Carica fisiologica                   | 0            |

Il composto appartiene al gruppo delle n-feniluree e risulta lievemente solubile in DMSO, acqua e metanolo. Il composto risulta igroscopico. Il composto è achirale.

## Sintesi
Il composto si prepara facendo reagire l'acido 4-amminofenilarsonico con il bromuro di cianogeno:
{\displaystyle {\ce {C6H8AsNO3 + CNBr + H2O-> C7H9AsN2O4}}}

## Reattività e caratteristiche chimiche
Si tratta di un sale acido di un'ammide. Questo tipo di composti sono generalmente solubili in acqua, le loro soluzioni contengono concentrazioni moderate di ioni idrogeno e hanno pH inferiori a 7,0.
Reagiscono come acidi per neutralizzare le basi. Queste neutralizzazioni generano calore, ma in quantità inferiori o molto inferiori rispetto a quelle generate dalla neutralizzazione di acidi inorganici, ossiacidi inorganici e acidi carbossilici.
Di solito non reagiscono né come agenti ossidanti né riducenti, anche se tale comportamento non è impossibile. Molti di questi composti catalizzano reazioni organiche.

### Spettri analitici
- 1H NMR[7]
- 13C NMR[8]
- UV-Vis[9]
- FTIR[10]

## Farmacologia e tossicologia

### Farmacodinamica
Il composto inibisce la colinesterasi.

### Effetti del composto e usi clinici
Il carbarsone è un composto utilizzato come farmaco antiprotozoario per il trattamento dell'istomoniasi, nota come malattia della testa nera, e di altre malattie infettive nei polli e nei tacchini. Appartiene al gruppo chimico degli organoarsenici e possiede proprietà antiamebiche. Viene inoltre impiegato come additivo alimentare con l'obiettivo di favorire l'aumento di peso e controllare l'insorgenza della malattia.

### Tossicologia
| Organismo | Test | Somministrazione | Dose      |
| --------- | ---- | ---------------- | --------- |
| Ratto     | DL50 | orale            | 510 mg/kg |
| Ratto     | LDLo | intraperitoneale | 1 mg/kg   |
| Gatto     | LDLo | orale            | 250 mg/kg |
| Coniglio  | LDLo | orale            | 200 mg/kg |
| Cavia     | LDLo | orale            | 200 mg/kg |

## Applicazioni
Viene utilizzato come insetticida.